# Hurin
Hurin és un personatge fictici de l'univers de J.R.R. Tolkien, la terra Mitjana. Va ser un heroi dels homes. D'ell es diu que va ser el millor guerrer dels homes de la Primera Edat. Era fill de Gàldor de la Casa de Hàdor i de Hàreth dels Haladin. Tenia un germà petit, Huor.
L'any 458 de la Primera Edat, Hurin i Huor s'estaven amb la seva gent al bosc de Brèthil i es van afegir a un atac als orcs. A la Vall del Sírion es van separar del grup i els orcs els van perseguir, però el Vala Ulmo va fer que dels rius n'emergís boira que els permetés fugir. Aleshores duesàguiles els van agafar i els van portar a la ciutat amagada de Gondolin, on van ser benvinguts per Turgon. El rei dels elfs desitjava que es quedessin, però va escoltar la voluntat dels dos germans i els va deixar tornar amb els seus un cop van jurar no revelar mai la situació de la ciutat.
L'any 462 Mórgoth va atacar Hithlum, i Gáldor va morir defensant les Éred Wethrin. Un cop mort el seu pare, Hurin va passar a governar Dor-lómin.
Dos anys més tard va casar-se amb Morwen de la Casa de Bëor, i el mateix any va néixer el seu primer fill Turin. Poc després naixia una filla, Lalaith, que morí als tres anys a causa d'una plaga sortida d'Àngband.
L'any 472 es lluità la tràgica batalla de la Nirnaeth Arnoediad, on hi particià la Casa de Hàdor. Quan la batalla estava perduda, Hurin i Huor van fer una última defensa heroica contra els orcs que va permetre a Turgon escapar. Huor va morir, però Hurin es va defensar amb la seva destral fins que va quedar presoner de la pila de cadàvers d'orcs i ogres que havia mort. Va ser portat presoner a Mórgoth, que va llençar una maledicció sobre ell i la seva gent perquè no li va voler revelar la localització de la ciutat oculta de Gondolin.
Hurin va ser encadenat a un dels cims del Thangorodrim, des d'on Mórgoth el condemnà a veure totes les desgràcies que passarien al seu fill Turin. Mai va conèixer la seva segona filla Níenor, que va néixer mentre estava captiu.
L'any 500, després de la mort de tots els seus fills, Mórgoth va alliberar-lo. Va veure com les seves antigues terres a Hithlum eren habitades pels orientalencs, els homes traïdors al servei del Senyor Fosc. La gent de la Casa de Hàdor havia estat morta o esclavitzada. Set fugitius es van unir a Hurin.
Va anar al bosc de Brèthil on els seus fills havien mort, i allí es va trobar la seva esposa Morwen plorant a la tomba. Poc després, ella també moria. Encegat per la ira va buscar els supervivents de la Casa de Na Hàleth, acusant-los de la mort de la seva dona i el seu fill ocasionant una revolta que exterminaria els últims Haladin. Després anà a les ruïnes de Nargothrond per matar el nan Mîm, que s'havia proclamat propietari del tresor de Glàurung. Hurin va llançar una maledicció a l'or i el va portar a Dòriath, on l'entregà com a regal a Thíngol a canvi d'haver "cuidat bé" la seva família.
Abans que Thíngol es pogués ofendre per l'insult, els fugitius que acompanyaven a Hurin van rebutjar que s'entregués l'or, i va tenir lloc una amarga batalla que va acabar amb la mort de tots ells.
Finalment, Mèlian va aconseguir calmar Hurin amb les seves paraules suaus, i fer-li veure que totes les accions que per despit havia comès des del seu alliberament només havien ajudat Mórgoth. Completament perdut, Hurin es va suïcidar llençant-se al mar.

## Genealogia de la Casa de Hàdor (o Casa de Marach)
```
                             
Màrach

                               |
                            Malach = Meldis
                                   |
  -----------------------------------------------
  |                |

Adanel
 = 
Belemir
             Magor           Altres
                               |
                             Hathol
                               |
              Gildis = 
Hàdor Lórindol
 
                               |
              ----------------------------------
              |                   |
           Gundor      
Gàldor
 = 
Hàreth
        
Glóredhel
 = 
Haldir

                              |
                    ---------------                     |
                    |                     |
          
Morwen
 = 
Hurin
         
Huor
 = 
Rían
           
Hàndir

                 |                    | 
       ----------------------         |                    |
       |         |         |                    |
     
Turin
     
Lalaith
   
Nienor
     
Tuor
 = 
Idril
        
Bràndir

                                         |
                                     
Eàrendil
 = 
Elwing

                                              |
                                     ------------------
                                     |
                                  
Élros
            
Élrond
```

Vegeu també la història dels seus fills a Narn.